# Goodrich (Herefordshire)
Pour les articles homonymes, voir Goodrich (homonymie).
Goodrich est une paroisse civile et un village du Herefordshire, en Angleterre.